# Dragomanni
I Dragomanni sono un'antica famiglia toscana, originaria di Castiglion Fiorentino nell'Aretino.

## Storia familiare

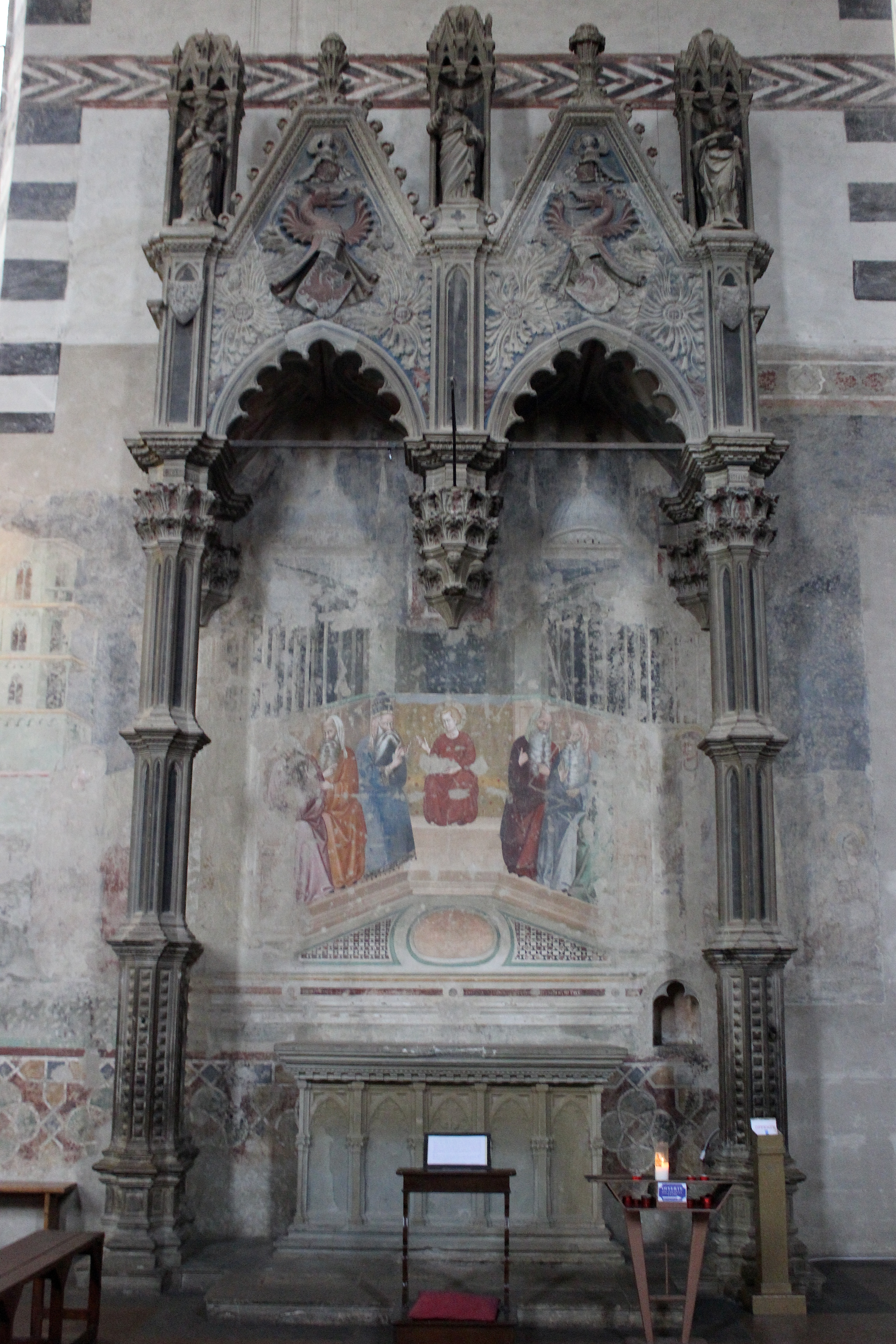
Altare Dragomanni in San Domenico ad Arezzo

Secondo Giovanni Battista Crollalanza, la famiglia si era originata da un barone tedesco di nome Rodolfo, calato in Italia nel 963, ma è documentata solo a partire da un Bonetto nell'XI secolo. In ogni caso è attestata nel 1040 come famiglia feudale dei dintorni di Arezzo, proprietari dei castelli di Montecchio-Vesponi, Policiano e Vitiano presso Castiglion Fiorentino. A quei tempi la famiglia veniva chiamata anche da Vitiano o Dragondelli.
Nel Comune libero di Arezzo fecero parte del patriziato, come baroni, ed ebbero incarichi come priori e gonfalonieri. Suoi membri furono cavalieri di Santiago e cavalieri di Santo Stefano. Ridolfo Dragomanni fu protonotaro apostolico per Clemente VIII, e Gioia di Matteo comandò le milizie di Firenze; un altro Gioia fu vescovo di Montepeloso e poi di Pienza.
Imparentatisi con le principali famiglie nobili toscane, con palazzi a Castiglion Fiorentino, Arezzo, Firenze e Pisa, i Dragomanni mantennero e accrebbero nel tempo prestigio e ricchezze, tanto che nel XVII secolo Eugenio Gamurrini definì la famiglia tra le più cospicue della Toscana.
Patrocinarono altari nel Duomo di Castiglion Fiorentino e in San Domenico ad Arezzo.
Nel XVIII il ramo principale si estinse e confluì nei Beroardi, altra nobile famiglia aretina che assunse da allora uno stemma partito delle due famiglie.